# 內向世代
内向世代（内向の世代）是战后日本文学的一个流派。1970年代以来，世界一体化加剧，但是战争的阴影依然没有驱散，一些1930年代出世的日本作家将触角转向内部，将关注的焦点锁定在自我与我的周边，文学史上称为“内向世代”。代表人物有古井由吉、后藤明生、黑井千次、阿部昭和小川国夫等作家和川村二郎、秋山骏等评论家。该流派名最初是由小田切秀雄提出的。

## 定義
秋山骏曾在《战后日本文学史》(1978)中将“内向世代”的特征概括为以下四点：
(1)对知识分子对社会问题的“宏大叙述”感到不以为然，甚而持怀疑和反感态度
(2)竭力回避现实世界的如实再现，努力将非现实的世界移入日常生活
(3)描写都市生活和都市人的生存
(4)叙述“无意义的人，无意义的场所，无意义的生活”这样的一种生存状态
“内向世代”大多注重个人的生活体验，在身边取材，致力于对经济高速成长时期的新的历史社会条件下的人的深层心理和个性的发掘。

## 脚注
1. ↑  李永熾譯，《「內向世代」小說選—日本現代文學對性的探討》，萬象圖書，1993年